# Hiv-rättegången i Libyen
Hiv-rättegången i Libyen betecknar rättegångarna och överklagandena av sex utländska sjukvårdsarbetare som anklagas för att medvetet ha smittat 426 barn med hiv 1998, vilket startade en epidemi vid El-Fath barnsjukhus i Benghazi. De åtalade är en palestinsk medicinpraktikant och fem bulgariska sjuksköterskor. De dömdes till livstids fängelse, sedan deras dödsdomar hävts i juli 2007. De släpptes emellertid 24 juli 2007 efter en överenskommelse med representanter från EU.
Enligt den palestinska läkarens berättelser ska gruppen ha behandlats illa i fängelset. De ska bland annat ha fått vara med om upprepad tortyr med elstötar, misshandel och att de inte fick sova.
Den 3 september 2007 donerade den bulgariska regeringen 56,6 miljoner dollar till en internationell fond för att hjälpa hiv-smittade barn i Libyen.